# Loïc Ritière
Loïc Ritière (25 juli 2001) is een Belgisch voetballer die sinds 2020 uitkomt voor KV Kortrijk.

## Carrière
KV Kortrijk plukte Ritière in 2020 weg bij de beloften van Sint-Truidense VV. Op 9 augustus 2020 maakte hij op de openingsspeeldag van het seizoen 2020/21 zijn profdebuut: wegens de onbeschikbaarheid van Kristof D'Haene kreeg Ritière van trainer Yves Vanderhaeghe een basisplaats als linksachter. Na 69 minuten werd hij bij een 1-2-achterstand gewisseld voor Faïz Selemani. Ritière zat in de drie daaropvolgende speeldagen nog in de wedstrijdselectie, maar verdween daarna uit beeld.

## Clubstatistieken
| Seizoen         | Club            | Land            | Competitie      | Competitie | Competitie | Beker | Beker | Supercup | Supercup | Europees | Europees | Totaal | Totaal |
| Seizoen         | Club            | Land            | Competitie      | Wed.       | Dlp.       | Wed.  | Dlp.  | Wed.     | Dlp.     | Wed.     | Dlp.     | Wed.   | Dlp.   |
| --------------- | --------------- | --------------- | --------------- | ---------- | ---------- | ----- | ----- | -------- | -------- | -------- | -------- | ------ | ------ |
| 2020/21         | KV Kortrijk     | Vlag van België | Eerste klasse A | 1          | 0          | 0     | 0     | —        | —        | —        | —        | 1      | 0      |
| Carrière totaal | Carrière totaal | Carrière totaal | Carrière totaal | 1          | 0          | 0     | 0     | 0        | 0        | 0        | 0        | 1      | 0      |

Bijgewerkt op 4 juni 2021.